# Wilhelm Frantzen
Wilhelm Frantzen (* 4. Juni 1900 in Uelsen; † 7. Oktober 1975 in Braunschweig) war ein deutscher NS-Funktionär, Maler, Zeichner und Lehrer.

## Leben
Die Familie des in der Grafschaft Bentheim geborenen Frantzen zog 1903 nach Dortmund, wo er 1919 das Abitur ablegte. Anschließend studierte er an der Handwerker- und Kunstgewerbeschule Dortmund und an der Kunstakademie Kassel. 1922 legte er dort die Zeichenlehrerprüfung ab. 
Von 1923 bis 1927 war Frantzen als Zeichenlehrer in Dortmund und Gronau (Westf.) tätig. Von 1927 bis 1939 war er als Studienrat in Hannover beschäftigt und trat 1932 in den Nationalsozialistischen Lehrerbund (NSLB) ein, für den er als Gausachbearbeiter für Kunsterziehung arbeitete. Während der Zeit des Nationalsozialismus folgte im November 1933 sein Eintritt in die SA, im Range eines Scharführers. Am 13. Juni 1937 beantragte er die Aufnahme in die NSDAP und wurde rückwirkend zum 1. Mai desselben Jahres aufgenommen (Mitgliedsnummer 4.785.391).
Zwischen 1934 und 1939 war er zudem Fachberater für Kunsterziehung an den höheren Schulen der Provinzen Hannover und Schleswig-Holstein sowie Mitglied der Preußischen Pädagogischen Prüfungskommission. Von 1939 bis 1940 nahm Frantzen erstmals am Zweiten Weltkrieg teil. Gleichzeitig hatte er zwischen 1939 und 1942 eine kommissarische Professur an der vom NS-Regime geschaffenen  und nach dem NS-Reichsminister für Wissenschaft, Erziehung und Volksbildung benannten Bernhard-Rust-Hochschule für Lehrerbildung in Braunschweig und war von 1940 bis 1945 Fachberater für Kunst- und Werkunterricht an allgemeinbildenden Schulen der Stadt. Von 1942 bis Kriegsende 1945 war Frantzen Zeichenlehrer an der Gaußschule Gymnasium am Löwenwall und hatte parallel dazu seit 1943 einen Lehrauftrag für Architekturgrafik an der Technischen Hochschule Braunschweig. Frantzen nahm von 1941 bis 1944 jährlich an der Großen Deutschen Kunstausstellung in München mit insgesamt sechs Bildern teil. In der Endphase des Zweiten Weltkrieges von 1944 bis 1945 war er wieder Kriegsteilnehmer.
Wegen seiner Nazi-Vergangenheit war er von Kriegsende bis 1950 vom Dienst suspendiert, von 1950 bis zu seiner Pensionierung 1961 arbeitete er an der Gaußschule, zuletzt als Oberstudienrat.

## Werk
Frantzen schuf Gemälde, Aquarelle, Zeichnungen und Radierungen. Ihm wurde eine außerordentliche zeichnerische Begabung attestiert. Seine Werke werden mehrheitlich der Neuen Sachlichkeit zugerechnet. Häufig wählte er landschaftliche (Harz, Reisestudien aus Oberbayern und dem Salzkammergut) und architektonische Motive (Kriegsruinen, Friedhöfe und Industriegebäude in Braunschweig). Auch fertigte er Tier- und Pflanzenstudien sowie Porträts an. Das Städtische Museum Braunschweig besitzt von ihm mehrere Abbildungen des kriegszerstörten Braunschweig.